# Diocesi di Magneto
Magneto (in latino: Magnetensis) è una sede titolare della Chiesa cattolica.

## Storia
Magneto, corrispondente alla freguesia di Meinedo nel comune portoghese di Lousada, è attestata come sede episcopale durante la dominazione sueba nel 572; tra i vescovi presenti al secondo concilio di Braga assisteva Viator Magnetense. È l'unico vescovo noto di questa diocesi, la cui sede venne trasferita nella vicina città di Portucale con l'affermarsi del regno visigoto dopo il 585.
Dal 1970 Magneto è annoverata tra le sedi vescovili titolari della Chiesa cattolica; dal 17 ottobre 2020 il vescovo titolare è César Garza Miranda, O.F.M., vescovo ausiliare di Monterrey.

## Cronotassi dei vescovi titolari
- Angelo Frosi (Frozi), S.X. † (2 febbraio 1970 - 26 maggio 1978 dimesso)
- Armido Gasparini, M.C.C.I. † (15 marzo 1979 - 21 ottobre 2004 deceduto)
- António Francisco dos Santos † (21 dicembre 2004 - 21 settembre 2006 nominato vescovo di Aveiro)
- Léon Kalenga Badikebele † (1º marzo 2008 - 12 giugno 2019 deceduto)
- César Garza Miranda, O.F.M., dal 17 ottobre 2020